# Acanceh (község)
Acanceh egy község Mexikó Yucatán államának középső részétől kissé nyugatra. 2010-ben lakossága kb. 15 000 fő volt, ebből mintegy 11 000-en laktak a községközpontban, Acancehben, a többi 4000 lakos a község területén található 18 kisebb településen élt.

## Fekvése
Az állam középső–nyugati részén, a fővárostól, Méridától délkeletre fekvő község teljes területe a tenger szintje felett körülbelül 12–17 méterrel elterülő síkvidék. Az éves csapadékmennyiség 1000 és 1100  mm körül van, de a községnek vízfolyásai nincsenek. A mezőgazdaság a terület mintegy 13%-át hasznosítja, a többi részt főként vadon borítja.

## Élővilág
Növényvilágára az alacsony, lombhullató fák jellemzők, például a colorín (Erythrina coralloides vagy Erythrina americana), a ceiba és a pixoy (Guazuma ulmifolia). Állatai közül jellegzetes fajok az Ateles nem majmai, az amerikai borz, a mosómedve, a tasakospatkány-félék, rókák, övesállatok, a pávaszemes pulyka, különféle tyúkféle madarak, a kardinálispinty, kígyók, teknősök és leguánok.

## Népesség
A község lakóinak száma a közelmúltban igen gyorsan növekedett, a változásokat szemlélteti az alábbi táblázat:
| Év   | Lakosság |
| ---- | -------- |
| 1990 | 11 277   |
| 1995 | 12 495   |
| 2000 | 13 166   |
| 2005 | 14 312   |
| 2010 | 15 337   |

## Települései
A községben 2010-ben 19 lakott helyet tartottak nyilván, de nagy részük igen kicsi: 11 településen 20-nál is kevesebben éltek. A jelentősebb helységek:
| Település               | Lakosság (2010) |
| ----------------------- | --------------- |
| Acanceh (községközpont) | 10 968          |
| Ticopó                  | 1660            |
| Tepich Carrillo         | 914             |
| Canicab                 | 758             |
| Petectunich             | 600             |
| Sacchich                | 233             |